# Gangwon Football Club
Il Gangwon Football Club è una società calcistica sudcoreana con sede nella provincia del Gangwon.

## Palmarès

### Altri piazzamenti
- K League 1:

Secondo posto: 2024
- Coppa della Corea del Sud:

Semifinalista: 2021
- K League 2:

Secondo posto: 2015, 2016
Terzo posto: 2014

## Organico

### Rosa 2019
Aggiornata al 28 luglio 2019.
| N. |                                 | Ruolo | Calciatore        |
| -- | ------------------------------- | ----- | ----------------- |
| 1  | Corea del Sud (bandiera)        | P     | Kim Ho-jun        |
| 3  | Corea del Sud (bandiera)        | D     | Lee Ho-in         |
| 4  | Cipro (bandiera)                | D     | Valentinos Sielīs |
| 6  | Corea del Sud (bandiera)        | C     | Cho Ji-hun        |
| 7  | Corea del Sud (bandiera)        | C     | Jung Seok-hwa     |
| 8  | Corea del Sud (bandiera)        | C     | Lee Jae-kwon      |
| 9  | Corea del Sud (bandiera)        | A     | Jung Jo-gook      |
| 10 | Bosnia ed Erzegovina (bandiera) | A     | Nemanja Bilbija   |
| 11 | Corea del Sud (bandiera)        | C     | Kim Hyeon-uk      |
| 12 | Corea del Sud (bandiera)        | C     | Kim Jae-heon      |
| 13 | Corea del Sud (bandiera)        | C     | Han Kook-young    |
| 14 | Corea del Sud (bandiera)        | D     | Oh Beom-seok      |
| 15 | Corea del Sud (bandiera)        | A     | Choi Chi-won      |
| 16 | Corea del Sud (bandiera)        | P     | Ham Seok-min      |
| 17 | Corea del Sud (bandiera)        | D     | Shin Kwang-hoon   |
| 18 | Corea del Sud (bandiera)        | C     | Cho Jae-wan       |
| 19 | Corea del Sud (bandiera)        | C     | Park Chang-joon   |
| 20 | Corea del Sud (bandiera)        | D     | Han Yong-su       |

| N. |                          | Ruolo | Calciatore            |
| -- | ------------------------ | ----- | --------------------- |
| 21 | Corea del Sud (bandiera) | P     | Lee Seung-gyu         |
| 22 | Corea del Sud (bandiera) | D     | Jung Seung-yong       |
| 23 | Corea del Sud (bandiera) | C     | Kang Ji-hoon          |
| 24 | Corea del Sud (bandiera) | A     | Seo Myeong-won        |
| 25 | Corea del Sud (bandiera) | C     | Lee Min-soo           |
| 27 | Corea del Sud (bandiera) | C     | Lee Jae-kwan          |
| 29 | Corea del Sud (bandiera) | C     | Lee Hyeon-sik         |
| 31 | Corea del Sud (bandiera) | P     | Lee Gwang-yeon        |
| 32 | Corea del Sud (bandiera) | A     | Jung Min-woo          |
| 33 | Corea del Sud (bandiera) | C     | Ji Ui-su              |
| 34 | Corea del Sud (bandiera) | C     | Lee Yeong-jae         |
| 35 | Corea del Sud (bandiera) | A     | Jung Ji-yong          |
| 37 | Corea del Sud (bandiera) | D     | Yun Suk-young         |
| 44 | Giappone (bandiera)      | C     | Takahiro Nakazato     |
| 77 | Corea del Sud (bandiera) | A     | Kim Ji-hyeon          |
| 90 | Brasile (bandiera)       | A     | Yago Cariello Ribeiro |
| 93 | Brasile (bandiera)       | A     | Welinton Júnior       |
| 99 | Corea del Sud (bandiera) | D     | Kim Oh-gyu            |